# Zemětřesení ve Skopji 1555
Zemětřesení ve Skopji v roce 1555 bylo nejsilnějším zemětřesením v této oblasti od roku 518 do roku 1963. 
Byla poškozena značná část města Skopje, včetně Starého bazaru. V té době byla většina města postavena z kamene. Na Kamenném mostě se zřítil sloup a polovina mostu skončila pod vodou. Mimo jiné zemětřesení poškodilo kostel sv. Panteleimona v Gorno Nerezi. 